# 吉尔肯罗特
吉尔肯罗特是德国莱茵兰-普法尔茨州的一个市镇。总面积2.77平方公里，总人口583人，其中男性313人，女性270人（2011年12月31日），人口密度210人/平方公里。